# Beugnon-Thireuil
Beugnon-Thireuil es una comuna nueva francesa situada en el departamento de Deux-Sèvres, de la región de Nueva Aquitania.

## Geografía
Situada al oeste de Deux-Sèvres, cerca del departamento de Vendée, a 20 km al suroeste de Parthenay.

## Historia
Fue creada el 1 de enero de 2019, en aplicación de una resolución del prefecto de Deux-Sèvres del 7 de diciembre de 2018 con la unión de las comunas de Le Beugnon y La Chapelle-Thireuil, pasando a estar el ayuntamiento en la antigua comuna de La Chapelle-Thireuil.

## Composición
| Comuna delegada      | Código INSEE | Población (2016) | Superficie (km²) | Densidad (hab./km²) |
| -------------------- | ------------ | ---------------- | ---------------- | ------------------- |
| Le Beugnon           | 79035        | 290              | 16.30            | 18                  |
| La Chapelle-Thireuil | 79077        | 436              | 17.12            | 25                  |